# 3 Italia
H3G S.p.A. (abans Andala 3G S.p.A.), més simplement coneguda com 3 Italia (Tre Italia), era una empresa italiana de telecomunicacions del grup CK Hutchison Holdings (abans Hutchison Whampoa), que oferia serveis de telefonia mòbil.
Fundada fundada el novembre de 1999, va ser el primer  operador de telefonia mòbil a introduir el 3G UMTS a Itàlia, i era el quart per nombre d'abonats (11% del mercat a 31/12/2016) després de TIM, Vodafone i Wind.
El 31 de desembre de 2016 es va completar la fusió entre Wind i 3 Italia en Wind Tre. Aquest projecte de fusió, dut a terme per VimpelCom i CK Hutchison Holdings, preveia la creació d'una empresa conjunta a parts iguals per combinar serveis de telefonia a Itàlia. Tanmateix, la marca 3 Italia va romandre activa fins al 16 de març de 2020, quan va ser substituïda per la marca única Wind Tre.

## Història
Va començar com a operador de telefonia mòbil l'any 1999, amb el nom d'Andala, i va ser la primera a oferir UMTS a Itàlia.
L'any 2000 l'empresa va ser venuda a Hutchison Whampoa, que la va rebatejar com a H3G (acrònim de Hutchison 3G), i l'any 2003 va començar a comercialitzar les seves ofertes de telefonia sota la marca 3 Italia.
El 2016, 3 Italia es va fusionar amb Wind, creant Wind Tre, una empresa conjunta a parts iguals controlada per VimpelCom i CK Hutchison Holdings (abans Hutchison Whampoa).